# Przibil (compositor)
Przibil o Přibyl fou un compositor bohemi de la segona meitat del segle xvii.
Fou director de cor de l'església de Roudnice, i entre les seves composicions s'hi troben sis Misses, quatre Lletanies, un Ave Regina i quatre Alma Redemptoris.